# Рута (рід рослин)
Рута (Ruta) — рід квіткових рослин родини рутові (Rutaceae). У складі роду 10 видів, поширений у середземноморсько-чорноморському регіоні. Також деякі види інтродуковані й культивовані за межами природного поширення.

## Опис
Це вічнозелені рослини, напівкущі або кущі. Вони багаті ефірними оліями, тому мають інтенсивний запах. Стебла 15–75 см, голі. Чергово розташовані листки 1–3-перисті; листові фрагменти довгасті. Квітки знаходяться в кінцевих кластерах чи волотях. Чашолистки злиті на їх основі. Жовтуваті пелюстки цілі, зубчасті або війчасті. Вісім або десять тичинок утворюються. Сферичні або сплюснуто-сферичні коробочки діаметром від 6 до 8 міліметрів і містять кілька насінин. Чорне насіння — від 2 до 2.5 міліметрів завдовжки.

## Видовий склад
У складі роду 10 видів:
- Ruta angustifolia Pers. — західне Середземномор'я
- Ruta chalepensis L. — західне Середземномор'я
- Ruta corsica DC. — Корсика, Сардинія
- Ruta graveolens L. — Балканський п-ів, Крим
- Ruta lamarmorae Bacch., Brullo & Giusso — Сардинія
- Ruta lindsayi Turrill — Туреччина
- Ruta microcarpa Svent. — Канарські острови (Гомера)
- Ruta montana (L.) L. — західне Середземномор'я, Греція, європейська Туреччина
- Ruta oreojasme Webb & Berthel. — Канарські острови (Гран-Канарія)
- Ruta pinnata L.f. — Канарські острови (Тенерифе)